# Kevin Owens (cestista)
Kevin Owens (Haddonfield, 9 giugno 1980) è un ex cestista statunitense, professionista nella NBDL.